# Martin Illi
Martin Illi (* 1956 in Zürich) ist ein Schweizer Historiker.

## Leben
1978 erlangte Illi die Matura und studierte anschliessend in Zürich Allgemeine Geschichte, Geografie, Wirtschafts- und Sozialgeschichte. Illi promovierte 1991 an der Universität Zürich mit einer Arbeit über das Begräbnis und den Kirchhof in der vorindustriellen Stadt.
Er realisiert zahlreiche Buch- und Ausstellungsprojekte besonders zur Geschichte des Kantons und der Stadt Zürich, wo er auch Stadtführungen leitet. Ferner war er 2009 bis 2018 Mitglied der Bildredaktion des Historischen Lexikons der Schweiz.

## Publikationen (Auswahl)
- Von der Schîssgruob zur modernen Stadtentwässerung. Verlag Neue Zürcher Zeitung, Zürich 1987, ISBN 3-85823-173-8.
- Wohin die Toten gingen. Begräbnis und Kirchhof in der vorindustriellen Stadt. Chronos, Zürich 1992, ISBN 3-905278-95-2.
- mit Renata Windler: Stadtkirche Winterthur. Archäologie und Geschichte. Chronos, Zürich 1994, ISBN 3-905311-43-7.
- Die Constaffel in Zürich. Von Bürgermeister Rudolf Brun bis ins 20. Jahrhundert. Verlag Neue Zürcher Zeitung, Zürich 2003, ISBN 3-03823-021-9.
- Von der Kameralistik zum New Public Management. Geschichte der Zürcher Kantonsverwaltung von 1803 bis 1998. Chronos, Zürich 2008, ISBN 978-3-0340-0887-7.
- mit Ernst Welti: Ruhestand statt Altersnot. 100 Jahre Pensionskasse Stadt Zürich. 1913–2013. Verlag Neue Zürcher Zeitung, Zürich 2013, ISBN 978-3-03823-831-7.
- mit Daniel Kauz, Fabian Saner, Marisa Thöni-Coray: Vom Bauerndorf zur Uhrenmetropole. Grenchen im 19. und 20. Jahrhundert. Chronos, Zürich 2018, ISBN 978-3-0340-1408-3.
- als Bildredaktor, mit Urban Fink, Ruedi Graf, Oliver Ittensohn, P. Gregor Jäggi, Peter Keller, Fabian Saner, Oliver Schneider, unter der Projektleitung von Verena Bider: Stadtgeschichte Solothurn, 19. und 20. Jahrhundert. Herausgegeben von der Einwohnergemeinde der Stadt Solothurn. Lehrmittelverlag des Kantons Solothurn, Solothurn 2020, ISBN 978-3-905470-81-9.
- Rokoko in Aussersihl. Zunft Hard 1922–2022. Scheidegger&Spiess, Zürich 2022, ISBN 978-3-03942-086-5.